# رنگو (شیلی)
رنگو (به اسپانیایی: Rengo) یک شهرستان در شیلی است که در Cachapoal Province واقع شده‌است. رنگو ۵۹۱٫۵ کیلومترمربع مساحت و ۵۵٬۷۵۷ نفر جمعیت دارد و ۵۷۰ متر بالاتر از سطح دریا واقع شده.